# La Salle (Saona i Loira)
La Salle és un municipi francès situat al departament de Saona i Loira i a la regió de Borgonya - Franc Comtat. L'any 2007 tenia 484 habitants.